# Державний лад Ямайки
Ямайка — незалежна держава, парламентська демократія, член Співдружності націй та Королівство Співдружності.

## Виконавча влада

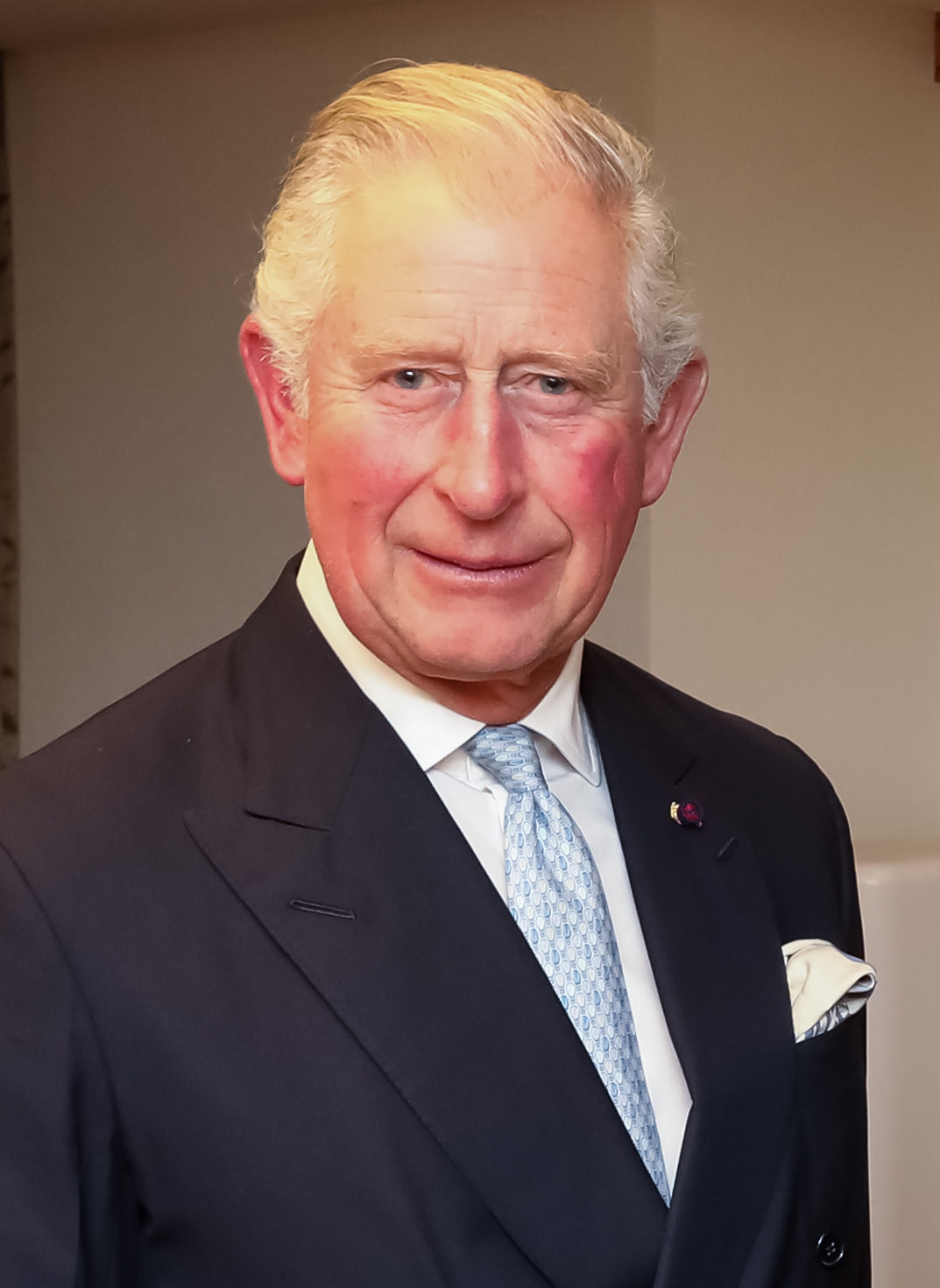
Чарльз III — король Ямайки

Глава держави — королева Великої Британії (нині — король Чарльз III), якого представляє призначений королем генерал-губернатор.
Генерал-губернатор може використовувати майже будь-яку владу («reserve power»), яку має король. Генерал-губернатором зазвичай стає особа з бездоганним послужним списком: політик, суддя або військовий; іноді це постаті з області спорту, науки, культури, священнослужителі або філантропи.
Виконавча влада належить уряду — кабінету міністрів. На чолі його стоїть Прем'єр-міністр. На цю посаду зазвичай призначається після виборів лідера партії або коаліції.
Виконавча влада здійснюється урядом на чолі з прем'єр-міністром.

## Законодавча влада
Законодавча влада належить двопалатному парламенту. Сенат (21 член, призначаються генерал-губернатором, з них 13 — за рекомендацією прем'єр-міністра, 8 — від опозиції); Палата Представників — 63 депутата, які обираються населенням на 5-річний термін.
Основні дві політичні партії (за підсумками виборів в лютому 2016 року):
- Лейбористська партія Ямайки (ліберально-консервативного спрямування) — 33 місця в парламенті
- Народна національна партія (соціал-демократичного спрямування) — 30 місць в парламенті